# چرخه کربن

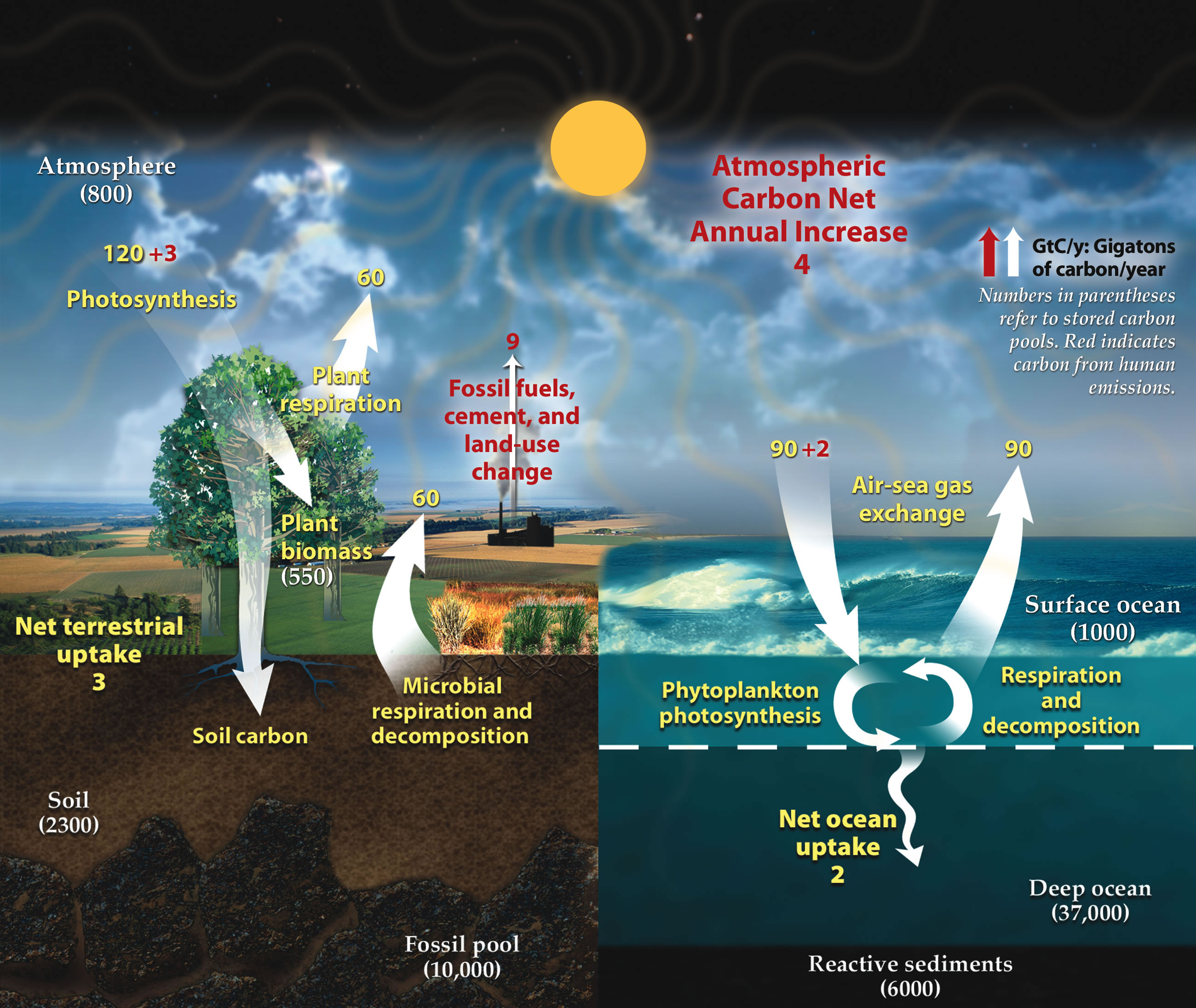
این نمودار چرخهٔ سریع کربن، حرکت کربن بین زمین، جو و اقیانوس‌ها را در میلیارد تن کربن در هر سال نشان می‌دهد. اعداد زرد شارهای طبیعی، و اعداد سرخ فعالیت‌های انسان در میلیارد تن کربن در هر سال و اعداد سفید کربن ذخیره‌شده را نشان می‌دهند.

چرخهٔ کربن چرخه‌ای بیوژئوشیمی است که فرایند مداوم ترکیب و آزادسازی کربن و اکسیژن را در میان زیست‌کره، خاک‌کره، آب‌کره، خاک‌سپهر، و جو زمین توصیف می‌کند و در آن انرژی و حرارت ذخیره و دفع می‌گردد. همراه با چرخهٔ نیتروژن و چرخهٔ آب، چرخهٔ کربن نیز شامل دنباله‌ای از رویدادها است که باعث برقراری زندگی روی زمین می‌شود. چرخهٔ کربن نقش بسیار مهمی بر اثر گلخانه‌ای و گرم‌شدن زمین دارد، از این‌رو آگاهی یافتن از عملکرد آن، دخالت انسان در آب و هوا را ممکن ساخته و برای اندازه‌گیری تأثیر آن و یافتن پاسخی مناسب برای آیندهٔ زمین امری کلیدی به‌شمار می‌رود.
کربن در طی چرخه‌اش به دو بخش سریع (کوتاه‌مدت) و کند (درازمدت) تقسیم می‌شود. چرخهٔ سریع کربن می‌تواند چند دقیقه تا چند سال را برگیرد؛ در مقابل آن چرخه کند کربن بازهٔ زمانی طولانی‌تری، چندین میلیون سال را دربردارد. تفاوت اصلی بین چرخه‌های کند و سریع کربن در نوع ذخیره‌سازی و مدت‌زمان آن است. چرخهٔ کربن برای اولین بار توسط جوزف پریستلی شیمیدان انگلیسی و آنتوان لاووازیه دانشمند فرانسوی کشف و توسط هامفری دیوی به عموم شناسانده شد.
از آغاز انقلاب صنعتی تاکنون، فعالیت‌های انسان چرخهٔ کربن را به‌طور مستقیم با اضافه‌کردن کربن به جو زمین تغییر بسیاری داده‌است. استفاده از سوخت‌های سنگواره‌ای، جنگل‌زدایی، تغییر پوشش زمین، آلودگی هوا و خسارت‌های گیاهی جزئی از این تغییرات هستند که تأثیر زیادی روی این چرخه گذاشته‌اند. غلظت کربن دی‌اکسید در جو زمین از سال ۲۰۰۰ تا ۲۰۰۹ به‌طور سالانه ۲ پی‌پی‌ام در حال افزایش بود و تا تاریخ اکتبر ۲۰۱۲ به ۳۹۱ پی‌پی‌ام رسیده‌است. با توجه به نمودارهای سنجش، این غلظت پیش از انقلاب صنعتی کمتر از ۲۸۰ پی‌پی‌ام بود. دی‌اکسید کربن موجود در اتمسفر تا سال ۲۰۲۰ حدود ۵۲ درصد نسبت به سطوح پیش‌صنعتی افزایش یافته‌است و باعث گرم شدن بیشتر اتمسفر و سطح زمین توسط خورشید شده‌است. افزایش دی‌اکسید کربن همچنین میزان اسیدی سطح اقیانوس را به دلیل دی‌اکسید کربن محلول، کربنیک اسید و سایر ترکیبات حدود ۳۰ درصد افزایش داده‌است و اساساً شیمی اقیانوس را تغییر می‌دهد. اکثر کربن فسیلی تنها در نیم قرن گذشته استخراج شده‌است و نرخ آن به سرعت در حال افزایش است که به تغییرات آب و هوایی ناشی از انسان کمک می‌کند. سازمان جهانی دیده‌بان جو در سال ۱۹۶۰ میلادی سازمان جهانی دیده‌بان جو به منظور همین نگرانی‌ها و کنترل جو زمین با هدف «مشاهدهٔ ترکیبات شیمیایی و خصوصیات فیزیکی جو زمین در مقیاس‌های جهانی و منطقه‌ای» تأسیس گردید که توسط سازمان جهانی هواشناسی و سازمان ملل متحد برنامه‌ریزی و پشتیبانی می‌شود.
کربن دی‌اکسید در فتوسنتز مورد استفاده قرار می‌گیرد و نیز یک گاز گلخانه‌ای برجسته است. با وجود غلظت نسبتاً کوچکش نسبت به دیگر گازها در اتمسفر بخش مهمی از جو زمین است که اشعه مادون قرمز را در طول موج ۴٫۲۶ میکرومتر و ۱۴٫۹۹ میکرومتر جذب و ساطع می‌کند، در نتیجه نقش مهمی در اثر گلخانه‌ای دارد. سطح فعلی این گاز در اتمسفر بالاتر از هر سطح دیگری در طول تاریخ نسبت به ۸۰۰ هزارسال گذشته یا احتمالاً حتی ۲۰ میلیون سال گذشته رسیده‌است.

## تعریف

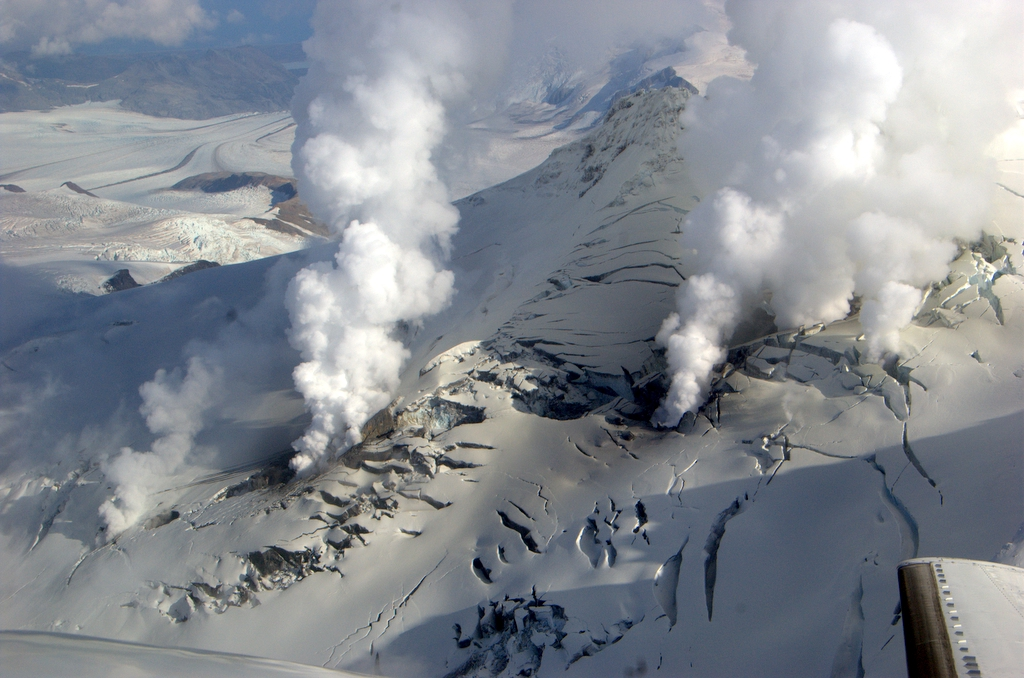
کربن موجود در چرخهٔ درازمدت، به عنوان مثال کربن ذخیره‌شده در سنگ‌ها، به‌طور طبیعی با کمک آتشفشان‌ها به جو زمین راه پیدا می‌کند. آتشفشان‌ها سالانه با سوزاندن سوخت‌های فسیلی حدود ۱۳۰ تا ۳۸۰ میلیون متریک تن کربن منتشر می‌کنند.

کربن که دارای اجزای دراز مدت و کوتاه مدت است، در میان منابع اصلی‌اش، زیست‌کره، خاک‌کره، آب‌کره، خاک‌سپهر و جو زمین، در حال حرکت است. هر نوع تغییری در این چرخه که کربن را از یکی از منابعش بکاهد باعث افزوده‌شدن آن به یکی از منابع دیگرش می‌شود. حرکت کربن در این چرخه به صورت «چرخهٔ کوتاه‌مدت یا سریع کربن» و «چرخهٔ درازمدت یا کند کربن» توصیف می‌شود. چرخه‌های سریع و کند کربن اگر دست‌نخورده باقی می‌مانند، غلظت آن‌ها در اتمسفر، زمین، گیاهان، و اقیانوس ثابت می‌ماند. اما زمانی که مقداری کربن به یکی از منابع اضافه‌شود، باعث برهم خوردن این ثبات شده و مخازن دیگر را تحت تأثیر قرار می‌دهد. دلیل اصلی تغییر در این چرخه انسان‌ها هستند که با سوزاندن سوخت‌های فسیلی و جنگل‌زدایی، که در حال حاضر انجام می‌شود این‌کار را انجام می‌دهند.
چرخهٔ کند (درازمدت) کربن
مقدار زیادی از کربن طی فرایندی طولانی به چرخهٔ کند یا درازمدت تعلق می‌گیرد که بازهٔ زمانی آن می‌تواند تا میلیون‌ها سال را دربرگیرد. کربن همراه با فرایندهای گوناگون شیمیایی حدود ۱۰۰ تا ۲۰۰ میلیون سال را برای حرکت در بین سنگ‌ها، خاک، آب‌ها و جو زمین سپری می‌کند. به‌طور مثال باقی‌ماندهٔ حیوانات و گیاهانی که میلیون‌ها سال پیش توسط لپه‌های گل زیر اقیانوس پوشیده شده بودند، با فشار و گرما کربن‌شان باعث ساختن نفت خام شده‌است. حدود ۱۰۱۳ تا ۱۰۱۴ گرم (۱۰ تا ۱۰۰ میلیون متریک تن) کربن سالانه وارد چرخهٔ درازمدت کربن می‌شود.
چرخهٔ سریع (کوتاه‌مدت) کربن
چرخهٔ سریع یا کوتاه‌مدت کربن به فعالیت و بازگشت کربن، در خاک، آب یا اتمسفر از طریق موجودات زنده توسط فتوسنتز، تنفس و تجزیه اشاره دارد که بازهٔ زمانی آن می‌تواند چند دقیقه تا چند سال را دربرگیرد. هر ساله در حدود ۱۰۱۷ گرم (هزار تا یک میلیون متریک تن) کربن توسط این چرخهٔ سریع انتقال می‌یابد. گیاهان و فیتوپلانکتون‌ها جزء اجزای اصلی این چرخهٔ سریع محسوب می‌شوند. فیتوپلانکتون‌ها و گیاهان کربن دی‌اکسید را توسط سلول‌های‌شان جذب و از جو زمین می‌گیرند و طی واکنش زیر با استفاده از انرژی خورشید، کربن دی‌اکسید و آب را به شکر و اکسیژن تبدیل می‌کنند:
چرخهٔ سریع کربن به فعالیت ارگانیسمهای زنده وابسته است و با تغییر فصل نوسان می‌کند. اوج کاهش ذخایر کربنی این چرخه در اواسط تابستان اندازه‌گیری شده‌است؛ با آغاز زمستان و اتمام پاییز تمام منابع کربنی ذخیره‌شده در ارگانیسمهای زنده و بخصوص گیاهی مرده، تجزیه شده و دوباره به جو زمین بازمی‌گردند.

## ارتباط با آب‌وهوای جهان
«سامانهٔ» زمین به عنوان یک سامانهٔ بسته در نظر گرفته می‌شود از این‌رو تأمین کربن توسط روش‌هایی چون شهاب سنگ‌ها یا فرایندهای شیمیایی هسته‌ای از طریق پرواز فضایی مورد توجه قرار نمی‌گیرد. در سطح کلان از این سامانه تمامی محتوای کربن ثابت است و هر یک از چهار زیرسامانه مشخصه‌های گوناگونی با توجه به ظرفیت ذخیره‌سازی، مدت‌زمان، جریان ورودی و جریان خروجی را دارا می‌باشند. مولکول‌های مبتنی بر کربن جزئی اصلی از ترکیبات بیولوژیکی محسوب می‌شوند و برای زندگی روی زمین بسیار مهم هستند. کربن همچنین یکی از اجزاء مهم بسیاری از مواد معدنی است و در اشکال مختلف در جو وجود دارد. دی‌اکسید کربن تا حدی مسئول اثر گلخانه‌ای و گاز گلخانه‌ای نیز می‌باشد.
فعالیت‌های انسانی در دو قرن گذشته به‌طور جدی باعث تغییر چرخهٔ جهانی کربن، به ویژه در جو گردیده‌است. اگرچه سطح کربن دی‌اکسید به‌طور طبیعی در طول چند هزار سال گذشته تغییر کرده‌است؛ اما فعالیت‌های انسان برای تولید گازهای گلخانه‌ای و کربن دی‌اکسید در اتمسفر بیش از نوسانات طبیعی است. تغییرات در میزان کربن دی‌اکسید موجود در اتمسفر به‌طور قابل ملاحظه‌ای باعث تغییر الگوهای آب‌وهوایی و به‌طور غیر مستقیم اقیانوس‌ها را تحت تأثیر قرار می‌دهد. سطح کنونی دی‌اکسید کربن در جو، از اندازه‌گیری‌های ۴۲۰٫۰۰۰ سال پیش فراتر رفته‌است و این سطوح به سرعت در حال افزایش هستند که این امر نشان‌دهندهٔ اهمیت طرز کار چرخهٔ کربن و اثرات آن بر روی آب و هوای زمین است.

## ذخیره‌سازی و مخازن اصلی
| مخزن             | مقدار (گیگاتن) |
| ---------------- | -------------- |
| اتمسفر           | ۷۲۰            |
| اقیانوس‌ها        | ۳۸٫۴۰۰         |
| غیر آلی          | ۳۷٫۴۰۰         |
| آلی              | ۱٫۰۰۰          |
| لایه سطحی        | ۶۷۰            |
| لایه عمیق        | ۳۶٫۷۳۰         |
| سنگ‌کره           |                |
| کربنات رسوبی     | > ۶۰٫۰۰۰٫۰۰۰   |
| کروژن            | ۱۵٫۰۰۰٫۰۰۰     |
| زیست‌کره زمینی    | ۲٫۰۰۰          |
| زیست‌توده‌های زنده | ۶۰۰–۱٫۰۰۰      |
| زیست‌توده‌های مرده | ۱٫۲۰۰          |
| زیست‌کره آبزیان   | ۱–۲            |
| سوخت‌های فسیلی    | ۴٫۱۳۰          |
| زغال سنگ         | ۳٫۵۱۰          |
| روغن             | ۲۳۰            |
| گاز              | ۱۴۰            |
| دیگر (تورب)      | ۲۵۰            |

مقدار جهانی کربن حدود ۷۵ میلیون گیگاتن می‌باشد. چرخهٔ جهانی کربن در حال حاضر معمولاً به مخازن اصلی زیر تقسیم می‌شوند:
- جو
- زیست‌کرهٔ زمینی
- اقیانوس‌ها، از جمله کربن معدنی محلول و زیوگان دریایی زنده و غیرزنده
- رسوبات، از جمله سوخت سنگواره‌ای، سامانه‌های آب تازه و مواد آلی غیر زنده از جمله خاک کربن
- بخش داخلی زمین، کربن حاصل گوشته و پوسته زمین

مبادلات کربن بین مخازن نتیجهٔ پروسه‌های مختلف شیمیایی، زمین‌شناسی، فیزیکی و بیولوژیکی می‌باشند. اقیانوس‌ها شامل بزرگ‌ترین منبع فعال کربن در نزدیکی سطح زمین هستند. جریان طبیعی کربن بین جو، اقیانوس‌ها و رسوبات به صورت متعادل است، به‌طوری‌که سطح کربن بدون دخالت‌های انسان نیز پایدار خواهد ماند.

### جو زمین
بنابه گزارشی در سال ۲۰۰۷ توسط هیئت بین دولتی تغییرات آب‌وهوایی، مقدار ۷۶۵ گیگاتن کربن در اتمسفر یافت می‌شود و این محتوا به‌طور سالانه حدود ۳ گیگاتن در حال افزایش است. در اتمسفر، کربن به صورت کربن دی‌اکسید و متان یافت می‌شود. هردوی این گازها جذبنده هستند و حرارت را در اتمسفر حفظ می‌کنند که تا حدی مسئول اثر گلخانه‌ای محسوب می‌شوند. انباشت میلیاردها تن از گاز کربن دی‌اکسید در اتمسفر مانند یک لایهٔ ضخیم، زمین را داغ‌تر می‌کند و ممکن است به مرور زمان به نابودی برخی از پدیده‌ها منجر شود. غلظت این گاز ۳۹۰ میلی‌گرم بر هر مترمکعب و مقدار آن چیزی در حدود ۸۰۰ گیگاتن می‌باشد. البته این فقط چیزی در حدود ۰٫۰۰۱٪ از مقدار کلی کربن در جهان است.
مقدار کربن دی‌اکسید در اتمسفر به‌دلیل تغییرات در فتوسنتز و تنفس در طول شبانه‌روز متغیر است که متوسط مقدار کربن را در طول روز ۳۲۰ پی‌پی‌ام و در شب حدود ۵۰۰ پی‌پی‌ام برآورد کرده‌اند؛ البته این تغییر عملاً وابسته به نوع پوشش، میزان پوشش گیاهی و تراکم جانوری در منطقه است. اتمسفر و بیوسفر به عنوان ذخیره‌سازهای کوچک کربن محسوب می‌شوند؛ محتوای کربن موجود در اتمسفر به تغییر سرعت جریان، با حساسیت واکنش نشان می‌دهد. به دلیل فرایندهای بیوشیمیایی، اتمسفر بالاترین سرعت‌جریان‌های کربن را دارد و در نتیجه جزئی از چرخه‌های کوتاه مدت محسوب می‌شود. غلظت گازهای گلخانه‌ای مبتنی بر کربن از زمان شروع عصر صنعتی به‌طور چشمگیری افزایش یافته‌است. این امر موجب مهم شدن اهمیت درک استفادهٔ کربن در اتمسفر گردیده‌است. دو گاز اصلی گلخانه‌ای کربن متان و کربن دی‌اکسید هستند. برخی دیگر از گازها و آلاینده‌های موجود در اتمسفر عبارتند از:
|                    |       | غلظت مولار در ppm | زمان پایداری در اتمسفر | افزایش ٪ در سال |
| ------------------ | ----- | ----------------- | ---------------------- | --------------- |
| کربن دی‌اکسید       | [ د ] | ۳۹۰               | ۵–۲۰۰ سال              | ۰٫۴             |
| متان               | [ ذ ] | ۱٫۷۵              | ۱۲ سال                 | ۱٫۵             |
| کربن مونوکسید      | [ ر ] | ۰٫۰۵–۰٫۲          | ۶۰–۱۸۰ روز             |                 |
| کلروفلوئورو کربن‌ها | FCKW  | ۱۰−۳              | ۷۰–۱۰۰ سال             |                 |
| کربن تتراکلرید     | [ ژ ] | ۱۰−۴              |                        |                 |
| هیدروکربن          | [ س ] |                   |                        |                 |
| دوده               | [ ش ] |                   |                        |                 |

مقدار کربن موجود در جو توسط منابع مختلف بین ۷۰۰ الی ۷۵۵ گیگاتن گزارش می‌شود. برخی از این مقادیر عبارتند از:
| منبع           | [ ۳۹ ] [ ۴۰ ] [ ۴۱ ] | [ ۴۲ ] [ ۴۳ ] | [ ۴۴ ]     | [ ۴۵ ]     | [ ۴۶ ]     |
| مقدار گزارش‌شده | ۷۰۰ گیگاتن           | ۷۲۰ گیگاتن    | ۷۳۵ گیگاتن | ۷۵۰ گیگاتن | ۷۵۵ گیگاتن |

### زیست‌کرهٔ زمینی

دیاگرام شماتیک از چرخهٔ کربن در زیست‌کرهٔ زمینی. کربن دی‌اکسید از اتمسفر از طریق تولید ناخالص اولیه (GPP) حذف و تبدیل به کربن آلی تبدیل گردیده‌است. در حدود نیمی از GPP به‌طور مستقیم به جو بازمی‌گردد. واحدها به گیگاتن هستند.

زیست‌کرهٔ زمینی شامل کربن آلی در تمام موجودات زندهٔ زمینی اعم از زنده و مرده، و کربن ذخیره شده در خاک می‌باشد. در حدود ۵۰۰ گیگاتن کربن در گیاهان و موجودات زندهٔ دیگر روی زمین ذخیره شده‌است و خاک دارای حدود ۱۵۰۰ گیگاتن کربن است. بیشتر کربن موجود در زیست‌کرهٔ زمینی، کربن آلی است، و حدود یک سوم از کربن ذخیره شده در خاک به اشکال معدنی مانند کلسیم کربنات ذخیره شده‌است. کربن آلی جزء اصلی تمام موجودات زندهٔ روی زمین است. اتوتروف‌ها آن را از هوا در شکل کربن دی‌اکسید استخراج کرده و آن را به کربن آلی تبدیل می‌کند، در حالی که هتروتروف‌ها برای تأمین انرژی و رفع نیازهای غذایی خود از مواد ساخته‌شده سایر موجوات زنده استفاده می‌کنند. مرگ گیاهان و حیوانات اعم از گوشت‌خوار و گیاه‌خوار باعث رهاسازی کربن در سطح زمین و اتمسفر می‌گردد، به همین دلیل حجم قابل توجه‌ای از کربن که حدود یک‌هزار تا صدهزار میلیون تن تخمین‌زده می‌شود، هر روز راهی را از برگ گیاهان آغاز می‌کند و بخشی از آن طی یک دوره چند ساله دوباره به جو زمین بازمی‌گردد.
کربن در جهان و بر روی زمین یک عنصر نسبتاً نادر به حساب می‌آید، بنابراین توسعهٔ زندگی مبتنی بر کربن تنها در صورتی ممکن است که موجودات زنده تمام چرخه‌های جهانی کربن را استفاده کرده و دوباره چرخه‌ای بسته ایجاد کنند.
- بیشترین عناصر در جهان: هیدروژن (۹۲٫۷٪) و هلیم (۷٫۲٪)، (کربن فقط ۰٫۰۰۸٪)
- بیشترین عناصر در پوسته زمین: اکسیژن ۴۹٪، آهن ۱۹٪، سیلیکون ۱۴٪، منیزیم ۱۲٫۵٪ (در مقابل کربن فقط ۰٫۰۹۹٪)
- بیشترین عناصر در بدن انسان: هیدروژن (۶۰٫۶٪)، اکسیژن (۲۵٫۷٪) و کربن (۱۰٫۷٪)

فرم‌های ذخیره‌سازی کربن در زیست‌کره توسط مواد آلی و کربنات دیگر (معمولاً کربنات کلسیم) انجام می‌شود. استخوان‌بندی‌ها و اسکلت‌های خارجی از مواد آلی (کیتین در بندپایان (سخت‌پوستان، عنکبوتیان و حشرات)، اسکلت‌های خارجی از جنس کربنات در نرم‌تنان، روزن‌داران و هپتوفایتا و اسکلت‌های داخلی از کربنات در مرجان‌ها در این میان از اهمیت ویژه‌ای برخوردار هستند.
اکوسیستم‌های زمینی حاوی حدود ۸۰۰ گیگاتن کربن، و دریایی حاوی ۳ گیگاتن در زیست‌کره هستند که معادل سهم ۰٫۰۰۱٪ از کل کربن جهانی است؛ بنابراین، بیوسفر نیز همانند اتمسفر به یکی از کوچک‌ترین ذخیره‌سازهای کربن می‌پیوندد اما موتورهای چرخه‌های کوتاه مدت هستند.

#### سنگ‌کره
سنگ‌کره یا لیتوسفر با داشتن ۹۹٫۹۵٪ از کربن، به عنوان بزرگ‌ترین ذخیره‌کنندهٔ آن محسوب می‌شود. با این‌حال سرعت جریان آن کم است و از این رو بخشی از چرخه دراز مدت کربن محسوب می‌شود.
- رسوبات و سنگ‌های کربناته:
  - کربناتها: کلسیت و دولومیت حدود ۶۰ میلیون گیگاتن[۴۹]
  - کروژن (مواد آلی فسیلی مانند نفت شیل) ۱۵ میلیون گیگاتن
  - گاز هیدرات ۱۰٫۰۰۰ گیگاتن
- زغال سنگ، گاز طبیعی، نفت ۴٫۱۰۰ گیگاتن
- پدوسفر با گیاخاک، تورب، رسوبات و مواد معدنی ۱٫۵۰۰ گیگاتن
- گرافیت

گازهای هیدرات تحت «شرایط عادی» به صورت گازهایی هستند که مولکول‌هایشان با مولکول‌های ضعیف آب متصل هستند. ذخیره‌سازی مولکول‌های آب تحت شرایط زیر رخ می‌دهد: محلول در آب، دمای پایین و فشار بالا. هیدرات به دست آمده عمدتاً جامد است. مولکول‌های متان توسط آن‌ها در حفره‌هایی از شبکه کریستال قرار دارند و این هیدرات متان برای چرخهٔ کربن بسیار مهم است که در رسوبات‌دریایی و پرمافراست یافت می‌شوند. متان موجود در متان‌هیدرات توسط تجزیه بی‌هوازی مواد آلی تولید می‌شود. هیدرات متان از اِشباع آب با متان در دماهای بالاتر از انجماد و در فشار بالا (از ۵۰۰ متر عمق در دریا) تشکیل می‌شود. با تغییر در شرایط فشار و درجهٔ حرارت می‌تواند متان بیشتری منتشر، آزاد و وارد اتمسفر شود.
متان آزادشده از رسوبات می‌تواند تحت شرایطی در آب‌های بی‌اکسیژن (مناطقی در آب دریا یا آب شیرین که تهی از اکسیژن محلول هستند) توسط باستانیان مورد استفاده قرارگیرد: اسید استیک ساخته‌شده از متان در طول این جریان به شکل زیر تشکیل می‌شود.
این اسید استیک توسط باکتری دسولفوسارجینا برای تولید انرژی در تنفس سولفاتی مورد استفاده قرار می‌گیرد:
مصرف ۳۰۰ میلیون تن متان به صورت سالانه توسط این همزیستی تخمین زده می‌شود، که بیش از ۸۰٪ از متان تولید شده توسط باستانیان در رسوبات است. در شرایط اکسیژ می‌توان متان را به‌طور کامل با استفاده از باکتری‌های هوازی و اکسیژن به دی‌اکسید کربن و آب اکسیده کرد.

### آب‌کره و اقیانوس‌ها
تمام آب‌ها، کلاهکهای یخی و یخچال‌های طبیعی به آب‌کره یا هیدروسفر تعلق می‌گیرند. اقیانوس‌ها شامل حدود ۳۶٫۰۰۰ گیگاتن کربن می‌باشند که ۹۰٪ آن در شکل ین بی‌کربنات و مابقی به صورت کربنات یافت می‌شوند. این مقدار فقط ۰٫۰۴۵٪از کربن موجود در جهان است. کربن دی‌اکسید به دام افتاده در یخ در پروسهٔ سریع تبادل با اتمسفر شرکت ندارد. اقیانوس‌ها حاوی فعال‌ترین کربن در جهان هستند و حدود ۳۶٫۰۰۰ گیگاتن کربن را بیشتر به شکل ین بی‌کربنات در خود جای‌داده‌اند. لایه‌های سطحی اقیانوس‌ها دارای مقادیر زیادی از کربن آلی محلول است که به سرعت با جو رد و بدل می‌شوند. غلظت لایه‌های کربن حل‌شده معدنی (دی‌آی‌سی) در عمق حدود ۱۵ درصد بیشتر از لایه سطحی است. دی‌آی‌سی در لایه‌های عمیق در دوره‌های زمانی طولانی‌تری ذخیره می‌شود. کربن از طریق گردش دماشوری در بین این دو لایه رد و بدل می‌شود.
راه‌های ورود کربن به اقیانوس‌ها عمدتاً انحلال کربن دی‌اکسید موجود در جو و تبدیل‌شدن به کربنات یا از طریق رودخانه‌ها به شکل کربن آلی محلول می‌باشد. کربن توسط موجودات زنده از طریق فتوسنتز به کربن آلی تبدیل می‌شود و می‌تواند در سراسر زنجیرهٔ مواد غذایی رد و بدل یا در اعماق اقیانوس رسوب‌شده و به لایه‌های غنی کربن به عنوان کربنات کلسیم رسوب بپیوندد. در این لایه برای دوره‌های بلند مدّت باقی می‌ماند و در نهایت یا به عنوان رسوبات باقی‌می‌ماند یا به آب‌های سطحی از طریق گردش دماشوری بازمی‌گردد. 
جذب اقیانوسی کربن دی‌اکسید یکی از مهم‌ترین انواع سلب کربن برای محدود کردن افزایش دی‌اکسید کربن توسط انسان در جو است. با این حال، این فرایند توسط تعدادی از عوامل خاص محدود شده‌است. از آنجا که نرخ انحلال کربن دی‌اکسید در اقیانوس به فرسایش سنگ‌ها در اثر هوا وابسته است و این فرایند آهسته‌تر از نرخ فعلی انتشار گازهای گلخانه‌ای توسط انسان طول می‌کشد، جذب کربن دی‌اکسید در اقیانوس در آینده کاهش می‌یابد. جذب کربن دی‌اکسید همچنین باعث اسیدی‌تر شدن آب می‌شود که بیوسیستم‌های اقیانوس را تحت تأثیر قرار می‌دهد. نرخ پیش‌بینی شدهٔ افزایش اسیدیتهٔ اقیانوسی ممکن است ته‌نشینی بیولوژیکی کلسیم کربنات را آهسته‌تر کند، که نتیجهٔ آن کاهش ظرفیت اقیانوس برای جذب کربن دی‌اکسید است.

## تأثیرات بشری

فعالیت‌های انسانی از آغاز انقلاب صنعتی تعادل چرخهٔ کربن طبیعی را تحت تأثیر قرارداده‌است. واحدها به گیگاتن هستند.

از آغاز انقلاب صنعتی تاکنون، فعالیت‌های انسانی چرخهٔ کربن را با تغییر توابع آن به‌طور مستقیم با اضافه کردن کربن به اتمسفر تغییرداده‌است. بزرگ‌ترین و مستقیم‌ترین نفوذ انسان در چرخهٔ کربن استفادهٔ مستقیم از سوخت‌های سنگواره‌ای است که کربن به صورت مستقیم از خاک کره به جو زمین انتقال می‌یابد. انسان‌ها همچنین چرخهٔ کربن را به‌طور غیرمستقیم با تغییر بیوسفر زمینی و اقیانوسی تحت تأثیر قرار می‌دهند.
در طول چند سدهٔ گذشته، استفادهٔ انسان از زمین و تغییر پوشش آن منجر به از دست رفتن تنوع زیستی گردیده‌است؛ این کار به تنش‌های زیست‌محیطی تبدیل شده و کاهش انعطاف‌پذیری و توانایی اکوسیستم‌ها را برای دفع کربن از جو زمین به دنبال دارد. جنگل‌ها مقدار زیادی از کربن را گرفته و آن را تبدیل می‌کنند، اما جنگل‌زدایی برای مصارف کشاورزی این روند را دچار اختلال می‌کند. پوشش‌های جدید و بدون درخت مقادیر کمی از کربن را ذخیره می‌کنند که نتیجهٔ نهایی آن ذخیرهٔ بیشتر کربن در جو می‌باشد.
تغییرات انسان همانند آلودگی هوا، خسارت به گیاهان و خاک، شستن کربن از خاک و دیگر تغییرات زیست‌محیطی، بهره‌وری اکوسیستم‌ها و توانایی آن‌ها برای حذف کربن از اتمسفر را تحت تأثیر قرار می‌دهد. دمای بالا و سطح کربن دی‌اکسید در جو باعث افزایش میزان تجزیه در خاک می‌شود و نتیجهٔ آن بازگشت سریع‌تر کربن دی‌اکسید ذخیره شده در مواد گیاهی به اتمسفر است. افزایش سطح کربن دی‌اکسید در جو همچنین منجر به افزایش نرخ فتوسنتز می‌شود زیرا گیاهان دیگر نیاز به بازنگه‌داشتن روزنهٔ هوایی‌شان برای مدّت طولانی ندارند تا کربن دی‌اکسید بیشتری را جذب کنند و نتیجهٔ آن استفادهٔ بیشتر از آب است.
انسان بر چرخهٔ اقیانوسی کربن نیز تأثیر می‌گذارد؛ روند جاری در تغییرات آب و هوایی منجر به دمای بالاتر اقیانوس‌ها شده، در نتیجه تغییرات اکوسیستمی به‌عمل می‌آید. همچنین باران اسیدی و روان‌آب‌های آلودهٔ کشاورزی و صنعتی باعث تغییر چشمگیری در ترکیب شیمیایی اقیانوس می‌شوند. چنین تغییراتی تأثیرات چشمگیری در اکوسیستم‌های حساس همانند آب‌سنگ‌های مرجانی دارند و توانایی اقیانوس‌ها در جذب کربن از جو را در مقیاس منطقه‌ای محدود می‌کنند که کاهش تنوع زیستی اقیانوسی در سطح جهان را به دنبال دارد.

## همسنگ‌های انگلیسی
1. ↑  Biosphere
2. ↑  Geosphere
3. ↑  Hydrosphere
4. ↑  Pedosphere
5. ↑  Atmosphere
6. ↑  Global Atmosphere Watch
7. ↑  Global Atmosphere Watch
8. ↑  The Fast Carbon Cycle
9. ↑  The Slow Carbon Cycle
10. ↑  CO2
11. ↑  CH4
12. ↑  CO
13. ↑  Chlorofluorocarbon
14. ↑  CCl4
15. ↑  Hydrocarbon
16. ↑  Soot
17. ↑  Gross Primary Production
18. ↑  Terrestrial biosphere
19. ↑  CaCO3
20. ↑  Haptophyta
21. ↑  Desulfosarcina
22. ↑  Dissolved Inorganic Carbon (DIC)